# Atletisme als Jocs Olímpics d'estiu de 1904 - llançament de pes homes

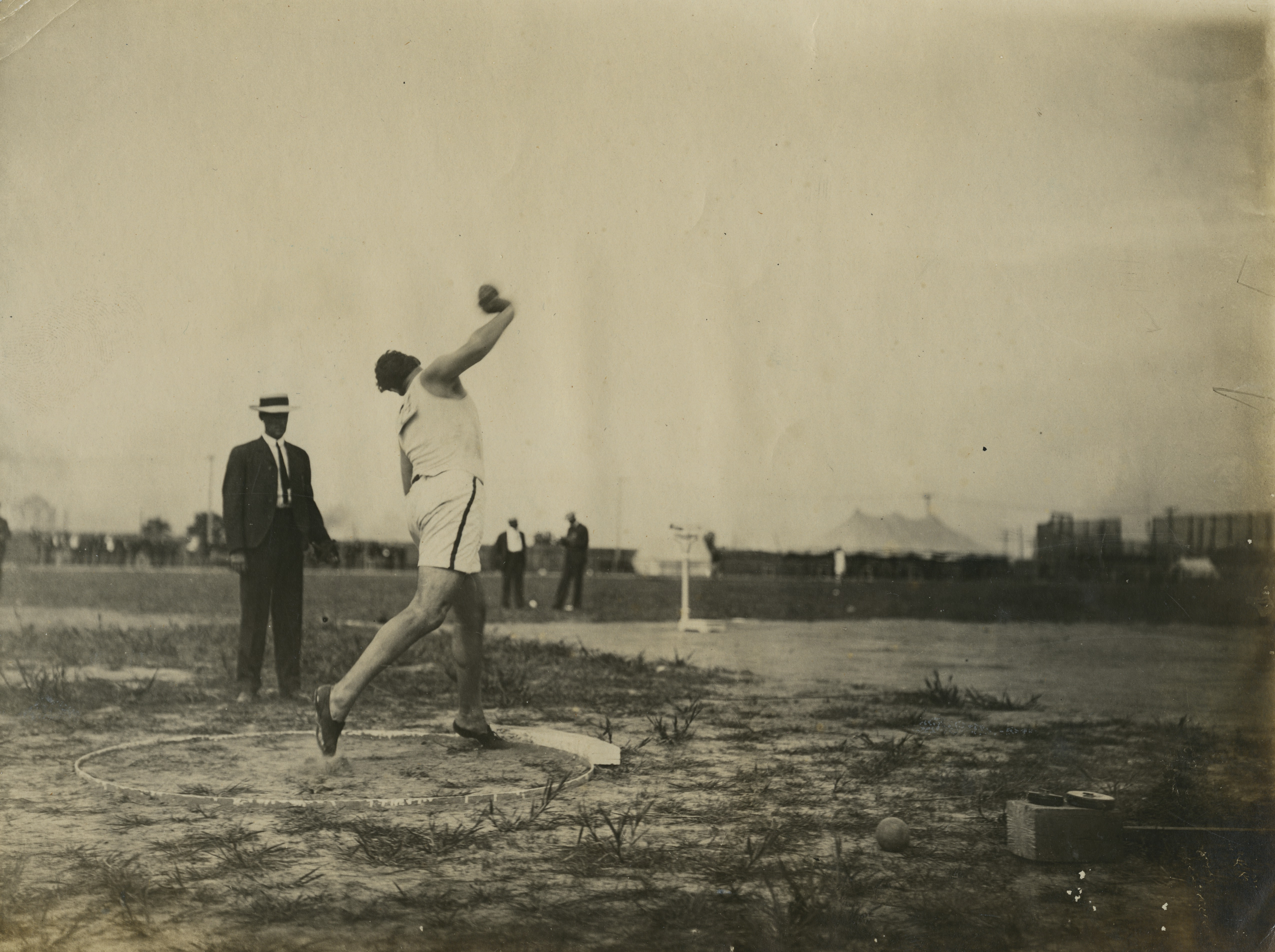
Fotografia de Ralph Rose, guanyador de la medalla d'or.

El llançament de pes masculí va ser una de les proves disputades durant els Jocs Olímpics de Saint Louis de 1904. La prova es va disputar el 31 d'agost de 1904 i hi van prendre part 8 atletes, de dues nacions diferents.

## Medallistes
| Or         | Plata      | Bronze             |
| Ralph Rose | Wesley Coe | Lawrence Feuerbach |

## Rècords
Aquests eren els rècords del món i olímpic que hi havia abans de la celebració dels Jocs Olímpics de 1904.
| Rècord del Món | 14,81 metres (*) | Ralph Rose      | Chicago (USA) | 21 de maig de 1904   |
| Rècord Olímpic | 14,10 metres     | Richard Sheldon | París (FRA)   | 15 de juliol de 1900 |

(*) no oficial
Ralph Rose va establir un nou rècord olímpic i va igualar el rècord del món amb un llançament de 14,81 m, superant d'aquesta manera a Wesley Coe, que també superà l'anterior rècord olímpic.

## Resultats
| Posició | Atleta              | Distància (m) |
| ------- | ------------------- | ------------- |
| Or      | Ralph Rose          | 14,81 OR      |
| Plata   | Wesley Coe          | 14,40         |
| Bronze  | Lawrence Feuerbach  | 13,37         |
| 4       | Martin Sheridan     | 12,39         |
| 5       | Charles Chadwick    | desconeguda   |
| 6       | Albert Johnson      | desconeguda   |
| 7       | John Guiney         | desconeguda   |
| —       | Nikolaos Georgantas | DQ            |

DQ: Desqualificat
OR: Rècord Olímpic